# Бапска
Бапска је насељено место у саставу града Илока, у западном Срему, Вуковарско-сремска жупанија, Република Хрватска.

## Историја
Пре територијалне реорганизације у Хрватској се налазила у саставу старе општине Вуковар.

## Културно историјски споменици
На локалитету Градац, откривено је вишеслојно праистиријско насеље, које у првој фази припада сопотској, а касније винчанској култури. У оба су стратума сачувани су остаци темеља распоређених у више нивоа и много предмета од керамике, камена и кости. Градац је био деломично насељен у енеолиту (преткласична баденска култура и класична вучедолска култура). Из бронзаног доба остало је трагова само у мањем делу насобинског простора и то из времена позног бронзано доба. Остаци класичне баденске културе нађени су на брегу Викаревцу.
Пре доласка Турака Бапска је била део воћарског властелинства које се простирало од Дунава до Босута. Под турском влашћу била је средиште католичке жупе Св. Марије, која 1623. опрема извештају визитатора бискупа Петра Масаречија имала више од 2.000 жупљана, сместених у 9 насеља.
За време рата 1664. године становници су напустили Бапску. После рата вратили су се у свој крај, али су насеља померили више према северу.
На гробљу у Бапској налази се капела Мајке Божије, један од највреднијих споменика романике у континенталној Хрватској. Па првобитну романичку капелу дозидан је готички део са звоником. Сводови и носачи Цркве су барокни.

## Становништво
На попису становништва 2011. године, Бапска је имала 928 становника.
Становништво се претежно бави пољипривредом. Према попису становништва из 2001. године, насеље је имало 1.313 становника који су живели у 407 породичних домаћинстава.
Кретање броја становника по пописима 1857—2001.
| година пописа  | 1857. | 1869. | 1880. | 1890. | 1900. | 1910. | 1921. | 1931. | 1948. | 1953. | 1961. | 1971. | 1981. | 1991. | 2001. |
| бр. становника | 1090  | 1275  | 1256  | 1447  | 1504  | 1642  | 1784  | 1752  | 1769  | 1784  | 1948  | 1944  | 1699  | 1624  | 1313  |

Напомена: Од 1857. до 1961. садржи податке бивше насеље Новак.

## Попис 1991.
На попису становништва 1991. године, насељено место Бапска је имало 1.624 становника, следећег националног састава:
| Попис 1991.‍   | Попис 1991.‍  | Попис 1991.‍ | Попис 1991.‍ | Попис 1991.‍ |
| ------------- | ------------ | ----------- | ----------- | ----------- |
|               |              |             |             |             |
| Хрвати        | Хрвати       |             | 1.478       | 91,00%      |
| Срби          | Срби         |             | 33          | 2,03%       |
| Словаци       | Словаци      |             | 28          | 1,72%       |
| Немци         | Немци        |             | 25          | 1,53%       |
| Југословени   | Југословени  |             | 16          | 0,98%       |
| Мађари        | Мађари       |             | 5           | 0,30%       |
| Русини        | Русини       |             | 5           | 0,30%       |
| Македонци     | Македонци    |             | 2           | 0,12%       |
| остали        | остали       |             | 1           | 0,06%       |
| неопредељени  | неопредељени |             | 3           | 0,18%       |
| регион. опр.  | регион. опр. |             | 1           | 0,06%       |
| непознато     | непознато    |             | 27          | 1,66%       |
| укупно: 1.624 |              |             |             |             |